# Saint-Augustin-de-Woburn
Saint-Augustin-de-Woburn es un municipio parroquial canadiense situado en la provincia de Quebec.

## Superficie
Saint-Augustin-de-Woburn tiene una superficie de 281,07 km².

## Demografía
En 2021, tenía 667 habitantes, una densidad poblacional de 2,4 hab./km², y 354 viviendas.